# Alternanthera nudicaulis
Alternanthera nudicaulis là loài thực vật có hoa thuộc họ Dền. Loài này được (Hook.f.) Christoph. mô tả khoa học đầu tiên năm 1932.